# Arakawa (Tokyo)
Pour les articles homonymes, voir Arakawa (homonymie).
Arakawa (荒川区, Arakawa-ku) est un des vingt-trois arrondissement spéciaux, formant l'ancienne ville de Tokyo, au Japon.

## Toponymie
Le toponyme « Arakawa » vient de celui du fleuve Ara, 川 (kawa) signifiant « cours d'eau » en japonais. Bien que le fleuve Ara ne traverse pas l'arrondissement. Sa frontière nord avec l'arrondissement d'Adachi est formé par un défluent de celui-ci: le fleuve Sumida.

## Géographie

### Démographie
Au 1er juin 2008, la population de l'arrondissement d'Arakawa était de 198 344 habitants répartis sur une superficie de 10,2 km2.

### Quartiers
- Arakawa
- Nippori
- Minamisenju

## Histoire
Pendant l'époque d'Edo (1603-1868), Arakawa était un espace pour l'agriculture. Mais au début de l'ère Meiji (1868-1912), elle est devenue une région industrielle car l'eau du bassin du fleuve Ara a incité les usines à s'y installer.
L'arrondissement a été officiellement fondé en 1932.

## Transport

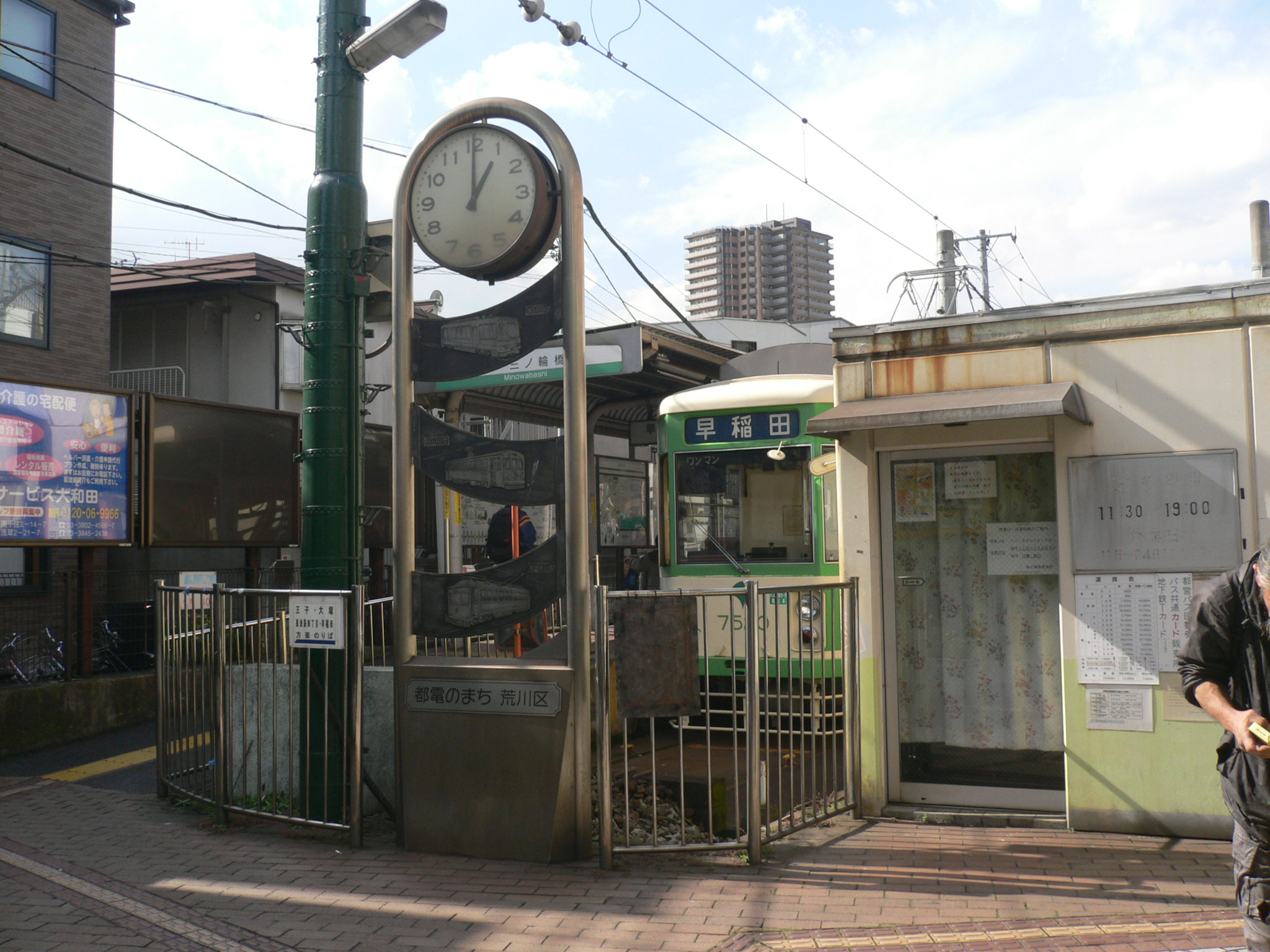
Station de Minowabashi, terminus du Toden Arakawa (tramway de Tōkyō).

### Rail
- JR East :
  - lignes Yamanote et Keihin-Tōhoku : gares de Nishi-Nippori et Nippori
  - ligne Jōban : gares de Nippori, Mikawashima et Minami-Senju

- Toden Arakawa (13 stations)

- Tokyo Métro :
  - ligne Chiyoda : stations de Nishi-Nippori et Machiya
  - ligne Hibiya : station de Minami-Senju

- Keisei :
  - ligne principale Keisei : gares de Nippori, Shin-Mikawashima et Machiya

- Tsukuba Express : gare de Minami-Senju

## Personnalités originaires d'Arakawa
- Kosuke Kitajima, nageur, deux fois médaillé d'or olympique en 2004 et 2008
- Leopard Tamakuma, boxeur
- Hibari Misora, chanteuse et actrice
- Momoe Yamaguchi, chanteuse et actrice